# Кристијан Кален
Кристијан Кален (енгл. Christian Cullen; 12. фебруар 1976) је бивши професионални новозеландски рагбиста и једна од највећих легенди "Ол блекса".

## Биографија
Висок 180 цм, тежак 95 кг, Кален је играо повремено центра и крило, али најчешће на позицији број 15 - аријер (енгл. Full back). У играчкој каријери Кристијан Кален је играо за Херикејнсе, Манстер рагби и за неколико екипа у ИТМ Куп. Кален је за рагби јунион тим Херикејнси постигао 308 поена у 85 утакмица у Супер рагби лиги. Од 2003. до 2006. одиграо је 44 утакмице за Манстер рагби и постигао 75 поена. Од 1996. до 2003. био је један од кључних играча линије "Ол блекса". За рагби јунион репрезентацију Новог Зеланда Кален је одиграо 58 тест мечева и постигао 236 поена. Са 46 есеја за репрезентацију, Калан је други по броју постингутих есеја за Нови Зеланд, одмах иза Хаулета.